# Ioannes II Komnenos
Ioannes II Komnenos (tiếng Hy Lạp cổ: Ίωάννης Βʹ Κομνηνός, Iōannēs II Komnēnos; 13 tháng 9, 1087 – 8 tháng 4, 1143) là Hoàng đế Đông La Mã từ năm 1118 đến năm 1143. Còn gọi là "Ioannes Hiền minh" hay "Ioannes Nhân từ" (Kaloïōannēs), ông là trưởng nam của Hoàng đế Alexios I Komnenos và Hoàng hậu Eirene Doukaina và là vị hoàng đế thứ hai trị vì dưới thời Komnenos trung hưng Đông La Mã. Ioannes vốn là một vị hoàng đế nhân từ và luôn nhận thức rõ hiểm họa của đế quốc từ sau trận Manzikert nửa thế kỷ trước.
Ioannes thường được xem là một trong những vị hoàng đế xuất sắc nhất của nhà Komnenos. Trong suốt hai mươi lăm năm trị vì của mình, ông liên minh với Đế quốc La Mã Thần thánh ở miền Tây, quyết tâm bình định người Pecheneg, người Hungary và người Serb vùng Balkan, và ngự giá thân chinh thảo phạt người Thổ ở Tiểu Á. Các cuộc chinh phạt của Ioannes về cơ bản đã làm thay đổi cán cân quyền lực ở miền Đông, buộc người Thổ phải lui về phòng thủ và khôi phục lại nhiều thành trì, thành phố và thị trấn ở ngay trên bán đảo. Về phía Đông Nam, Ioannes đã bành trướng quyền kiểm soát của Đông La Mã từ Maeander ở miền Tây cho đến Cilicia và Tarsus ở miền Đông. Trong một nỗ lực để chứng tỏ lý tưởng của Đông La Mã về vai trò của hoàng đế là người lãnh đạo thế giới Kitô giáo, Ioannes tiến binh vào xứ Syria Hồi giáo trở thành người đứng đầu liên quân Byzantium và các tiểu quốc Thập tự quân; tuy vậy bất chấp hùng tài đại lược của mình nơi sa trường, Hoàng đế sớm trở nên thất vọng trước sự thoái thác của các đồng minh Thập tự quân và thái độ miễn cưỡng của họ khi tham chiến bên cạnh quân mình. Ngoài ra dưới thời Ioannes, dân số đế chế được phục hồi khoảng 10 triệu người.
Thật không may, triều đại của Ioannes ít được các tác giả đương thời ghi nhận hơn là so với phụ hoàng Alexios I và con là Manouel I. Gây nên không ít khó khăn khi tìm hiểu về lịch sử đối nội hay các chính sách dưới thời Ioannes.

## Ngoại hình và nhân cách
Nhà sử học người Latinh William thành Tyre đã mô tả Ioannes trông lùn tịt và xấu xí một cách bất thường, với đôi mắt, mái tóc và làn da sậm màu khiến ông được mệnh danh là 'gã người Moor'. Mặc cho ngoại hình không được như ý muốn, Ioannes vẫn được mọi người xưng tụng là Kaloïōannēs, "Ioannes Nhân từ" hay "Ioannes Hiền minh". Danh xưng này không nhằm vào cơ thể mà là nhân cách của ông. Cả cha mẹ ông đều mộ đạo đến cuồng tín và Ioannes không hổ danh là 'hậu sinh khả úy'. Những triều thần của ông đều được trông mong vào việc giới hạn các cuộc trò chuyện để chuyển sang những vấn đề thiết yếu. Đồ ăn thức uống của hoàng đế thường rất đạm bạc và Ioannes hay khiển trách những cận thần sống trong cảnh xa hoa vô độ. Bài phát biểu của ông có vẻ trang nghiêm, nhưng ông cũng tham gia đối đáp những khi rảnh rỗi và thái độ mực thước của ông không loại trừ cảm giác hài hước. Là một người cha thương yêu con cái vô bờ bến, dù ông thường hay khắt khe với chúng, và là một người chồng chung thủy với vợ. Bất chấp lối sống khổ hạnh, Ioannes lại có quan niệm cao thượng về vai trò của triều đình và thường xuất hiện trong khung cảnh lễ nghi hết sức lộng lẫy khi thấy thuận lợi. Hoàng đế được thần dân tin yêu và hết mực sùng bái.
Ioannes nổi tiếng vì lòng mộ đạo và lối cai trị tương đối hòa thuận. Được lòng dân bởi chính sách khoan dung và các hình phạt được giảm nhẹ, ông được coi là một trong những nhà cai trị nhân từ hiếm hoi trong một thời kì mà sự tàn ác là tiêu chuẩn chính. Nhờ đó mà ông được ca ngợi là Marcus Aurelius của Đông La Mã. Nhờ vào lòng mộ đạo và tính tình trong sạch của cá nhân mà ông đã tác động lên sự cải thiện đáng chú ý các tập tục dưới thời mình. Những đoạn mô tả về hoàng đế và hành động của ông cho biết rằng ông có thói nhẫn nhịn và lòng quả cảm hiếm thấy, là một chiến lược gia xuất sắc và một vị tướng tài ba, trải qua nhiều năm chinh chiến, đã cống hiến đời mình cho việc duy trì Đế quốc Đông La Mã được tồn tại lâu hơn nữa.

## Lên ngôi hoàng đế

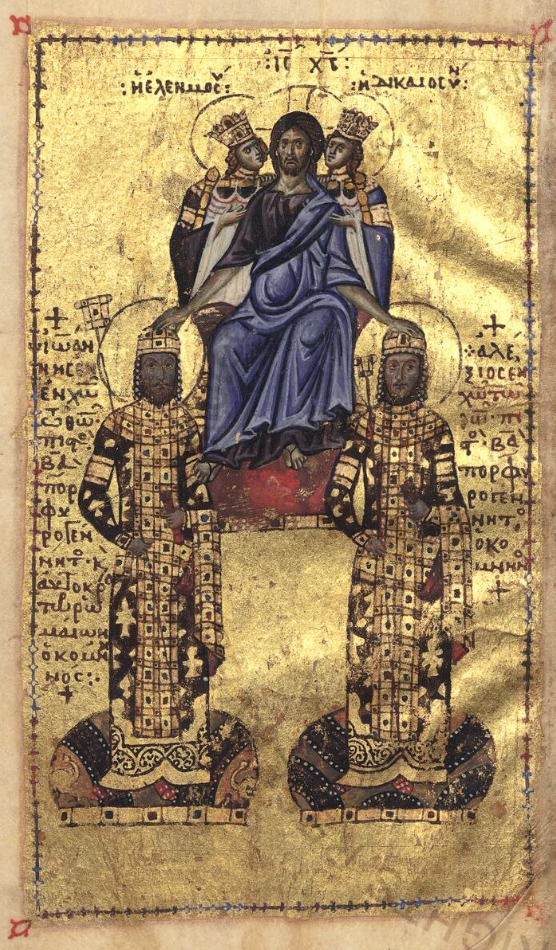
Ioannes II (trái) và người con trưởng Alexios được Chúa Kitô trao vương miện. Bản thảo Đông La Mã, đầu thế kỷ 12.

Ioannes II kế vị phụ hoàng làm basileus nắm quyền trị vì vào năm 1118, nhưng từng được Alexios I phong là đồng hoàng đế ngày 1 tháng 9 năm 1092. Chính nhà biên niên sử Niketas Choniates đã kể lại những hành động mà Ioannes II đảm bảo thâu tóm được quyền hành trong tay. Alexios I bày tỏ ý muốn Ioannes lên kế vị mình cho con rể vừa là sủng thần của Eirene, Caesar Nikephoros Bryennios, chồng của công chúa Anna Komnene. Alexios đã phải cố tình che đậy nhằm tránh những lời chỉ trích của Eirene về sự lựa chọn này và việc bà thỉnh cầu Nikephoros nối ngôi. Lúc Alexios sắp sửa hấp hối tại Tu viện Mangana vào ngày 15 tháng 8 năm 1118, Ioannes đang kết giao với những thân hữu mà ông có thể tin tưởng được, trong số đó có cả huynh trưởng sebastokratōr Isaakios Komnenos, bọn họ đã lẻn vào tu viện và lấy trộm chiếc nhẫn khắc ấn hoàng đế từ người cha quá cố của mình. Sau đó, trang bị vũ khí, rồi ung dung cưỡi ngựa tới Đại điện, tập hợp sự ủng hộ từ những người dân tôn phò mình lên làm hoàng đế. Eirene quá đỗi bất ngờ đến mức chẳng còn cách nào khác ngoài việc thuyết phục con mình ngừng ngay hành động đó lại, hoặc xúi giục Nikephoros dấy binh chống đối. Mặc dù Cấm vệ quân lúc đầu từ chối thừa nhận Ioannes vì ông thiếu bằng chứng về di nguyện của tiên đế, đám đông vây quanh nài ép đến nỗi vị tân hoàng đế chỉ việc bước chân vào mà thôi.
Alexios băng hà vào đêm hôm sau. Ioannes nhất quyết từ chối tham gia đám tang, bất chấp sự thúc giục của mẹ mình, vì việc nắm giữ quyền hành của ông rất mong manh. Tuy nhiên, khoảng vài ngày sau, địa vị của ông xem ra đã khá vững chắc. Vừa mới lên ngôi được một năm, Ioannes II bỗng dưng phát hiện ra một âm mưu lật đổ ông có dính dáng đến thái hậu và hoàng muội của mình. Chồng của Anna là Nikephoros có chút cảm thông với những tham vọng của vợ mình, và do thiếu sự ủng hộ của ông này mà âm mưu tiếm ngôi mới vỡ lở. Hoàng đế bèn ra lệnh tước đoạt tài sản của Anna và giao lại cho Ioannes Axouch trông coi. Axouch đã lễ phép từ chối và nhờ vào ảnh hưởng của ông mà tài sản của Anna cuối cùng mới được trả lại cho bà và cả hai anh em đã hòa giải được với nhau. Eirene rút về một tu viện sống cho tới cuối đời và Anna đành phải từ bỏ việc thao túng chính sự, khiến các sử gia tốn không biết bao nhiêu giấy mực để luận bàn. Tuy vậy, Nikephoros vẫn giữ mối quan hệ tốt đẹp với người anh rể. Phòng trường hợp tiếm đoạt ngôi vị xảy ra trong tương lai mà Ioannes đã làm lễ đăng quang cho đứa con còn nhỏ tên Alexios làm đồng hoàng đế vào năm 1122.

## Đối nội

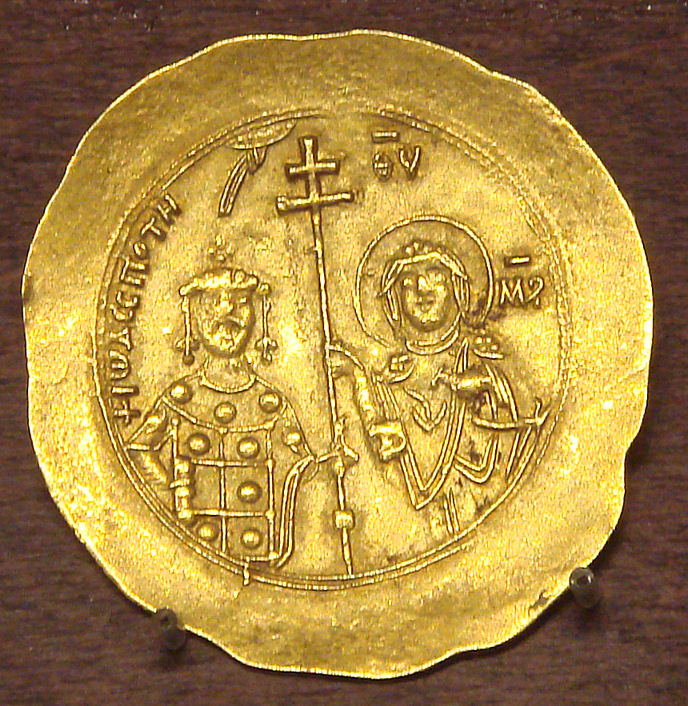
Đồng xu vàng thời Ioannes II Komnenos, khắc họa chân dung Đức Mẹ Đồng Trinh và Ioannes đang cầm một cây thập tự.

Những toan tính trong gia tộc ngăn trở ông lên nối ngôi có thể đã góp phần vào cách tiếp cận quyền hành của Ioannes, đó là bổ nhiệm những quan chức xuất thân từ bên ngoài hoàng tộc vào giúp ông cai trị đế chế. Đây là một sự khởi đầu căn bản khác hẳn phương pháp của tiên đế Alexios là chỉ ưu tiên dùng các thành viên hoàng tộc và thân bằng quyến thuộc nhằm lấp đầy tất cả các chức vụ hành chính và quân sự cấp cao.
Ioannes Axouch là viên cố vấn thân cận nhất của Ioannes II và là người bạn thân thiết duy nhất của ông. Axouch vốn là dân gốc Thổ bị bắt trong cuộc vây hãm Nicaea rồi đượ dâng làm quà tặng cho phụ hoàng. Tiên đế Alexios nghĩ rằng ông sẽ là người bạn đồng hành tốt cho con trai mình, và do vậy đã đem ông nuôi dưỡng chung một nhà với thái tử Ioannes. Ngay khi Ioannes II vừa lên ngôi hoàng đế đã ngay lập tức phong Axouch làm Megas Domestikos (tiếng Hy Lạp: μέγας δομέστικος). Megas Domestikos nguyên là chức tổng tư lệnh quân đội Đông La Mã. Từng có ý kiến liên quan đến việc sở hữu ấn triện của Axouch vào đầu thời Manouel I có nghĩa rằng, ngoài trọng trách quân sự ra thì ông còn là người đứng đầu chính quyền dân sự của Đế quốc. Vốn là chức danh không chính thức vào thời điểm đó với tên gọi mesazon, tương đương với chức Tể tướng hay 'Tướng quốc.' Việc bổ nhiệm như vậy được xem là bất thường, và nguyên tắc căn bản này khác xa so với chủ nghĩa gia đình trị từng là nét đặc trưng của triều đại Alexios I. Cả hoàng tộc ít nhiều gì cũng đều tỏ ý bất bình trước quyết định này, nay lại được gia tăng trước thực tế là họ phải cúi đầu hành lễ Ioannes Axouch bất cứ khi nào gặp mặt ông.
Hoàng đế hoàn toàn tự tin trong việc bổ nhiệm của mình, nhiều người trong số đó đã được chọn dựa trên tài năng chứ không phải do mối liên hệ bà con với hoàng gia và các dòng họ quý tộc có liên quan. Sự miễn cưỡng của Ioannes cho phép gia tộc mình gây ảnh hưởng lên chính phủ của ông bằng bất kỳ giá nào vẫn không thay đổi trong suốt phần đời còn lại. Ioannes đã giao chức trọng quyền cao cho một số tùy tùng riêng của phụ hoàng, chẳng hạn như Eustathios Kamytzes, Michaelitzes Styppeiotes và George Dekanos. Đây là những người đã bị lu mờ về mặt chính trị suốt trong thời kỳ Eirene Doukaina 'buông rèm thính chính' trong những năm cuối của triều đại Alexios I. Một số phải đợi lúc Ioannes II lên ngôi mới được trọng dụng, gồm có Gregory Taronites,  Manouel Anemas và Theodore Vatatzes, cả hai sau này còn trở thành con rể của hoàng đế.
Dù đã tách rời khỏi sự phụ thuộc chặt chẽ vào hoàng tộc và thân bằng quyến thuộc, triều đình và chính quyền của Ioannes vẫn có nhiều điểm tương đồng như của phụ hoàng, nhất là về âm hưởng và lòng mộ đạo đến mức cuồng tín. Quả thực, một bộ tuyển tập những lời khuyên chính trị còn sót lại được diễn đạt dưới dạng thơ ca có tựa đề Mousai đem dâng lên Alexios I. Mousai thẳng thừng nhắc đến Ioannes II và khích lệ ông, trong số những chuyện khác, nhằm gây dựng công lý trong suốt thời kỳ trị vì và một quốc khố dồi dào. Lời dạy bảo về vương quyền của Alexios do vậy vẫn tiếp tục có giá trị cho con mình, ngay cả sau cái chết của vị hoàng đế già nua.
Việc tăng cường an ninh quân sự và sự ổn định kinh tế ở miền Tây Anatolia của Đông La Mã do các cuộc chinh chiến của Ioannes tạo ra cho phép ông bắt đầu thiết lập một hệ thống hành chính cấp tỉnh chính thức tại các khu vực này. Thema (tỉnh hay quân khu) xứ Thrakesion đã được tái lập, với thủ phủ chính đóng tại Philadelphia. Một thema mới nữa mang tên Mylasa và Melanoudion được kiến tạo ở miền Nam Thrakesion.

## Đối ngoại

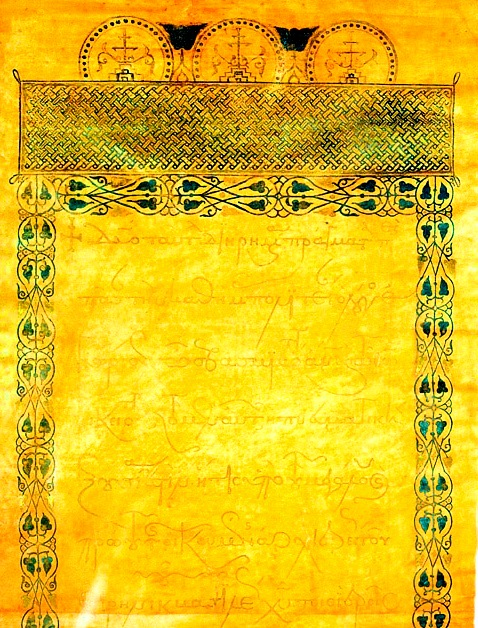
Một bức thư của Ioannes II gửi đến Giáo hoàng Innocent II

Trọng tâm trong chính sách đối ngoại của Ioannes II ở phương Tây củng cố mối liên minh với các hoàng đế Đức (Đế quốc La Mã Thần thánh). Điều này là cần thiết để hạn chế hiểm họa ngoại xâm từ người Norman ở miền Nam nước Ý vào lãnh thổ Đông La Mã vùng Balkan. Mối đe dọa này đã trở nên đặc biệt nghiêm trọng sau khi Roger II xứ Sicilia bành trướng bá quyền ở miền nam nước Ý và tự xưng vương. Hoàng đế Lothair III nhận được sự hậu thuẫn về khoản tiền trợ cấp tài chính lớn của Đông La Mã dành cho cuộc xâm chiếm lãnh thổ Norman vào năm 1136, tiến xuống phía nam tới tận thành Bari. Giáo hoàng Innocent II, với các vũng lãnh thổ thuộc quyền Giáo hội bị sự đe dọa xâm lấn của Roger II, người ủng hộ lập Giáo hoàng đối lập Anacletus II, từng một thời cùng phe với Lothair và Ioannes II. Tuy vậy, liên minh này đã chứng tỏ khó có khả năng chống lại Roger, kẻ đã dùng tới vũ lực để đổi lấy sự công nhận từ Giáo hoàng vào năm 1139 (Hòa ước Mignano). Người kế vị của Lothair là Conrad III vào năm 1140 đã ngỏ ý gả một cô dâu thuộc hoàng gia Đức cho người con trai út của Ioannes là Manouel. Bertha xứ Sulzbach, em vợ của Conrad, được chọn và khởi hành đến Byzantium. Cùng lúc đó Roger II đã cử người tới chỗ Ioannes II để cầu hôn cho đứa con trai của mình nhưng không thành công.
Thiên hướng của Ioannes đang gây nên biết bao phiền phức cho bên nhà vợ, những người nắm quyền cai trị Hungary, mới là vấn đề chủ chốt. Thái độ chào đón dành cho các bên tranh giành ngôi vua Hungary bị trục xuất đến Constantinopolis được người Đông La Mã xem như một chính sách đảm bảo lợi ích và gốc gác cho đòn bẩy về mặt chính trị. Thế nhưng, người Hungary lại coi kiểu can thiệp này chứng tỏ dấu hiệu chiến tranh. Việc họ liên minh với dân Serb đã tạo ra những hậu quả trầm trọng nhằm tiếp tục ách thống trị của Đông La Mã ở vùng Balkan phía Tây.
Tại miền Đông Ioannes đã cố gắng, giống như phụ hoàng, khai thác mâu thuẫn gay gắt giữa Hồi vương Seljuq Iconium và vương triều Danishmendid đang kiểm soát một phần vùng nội địa phía đông bắc Anatolia. Năm 1134 Hồi vương Seljuq Mas'ud đã gửi viện binh tới giúp Ioannes đánh chiếm thành Kastamuni đang nằm trong tay quân Danishmend, nhưng liên minh này tỏ ra không đáng tin cậy khi quân Seljuq vội vàng từ bỏ cuộc chinh phạt, nhổ trại ngay giữa đêm hôm khuya khoắt.
Cả các tiểu quốc Thập tự quân vùng Cận Đông nhìn chung đều thừa nhận chủ quyền Antiochia thuộc về Đông La Mã vẫn còn giá trị pháp lý, dù nó được nhìn nhận theo cách võ đoán chỉ khi hoàng đế Đông La Mã nằm trong vị thế thực thi chức năng quân sự thì mới có khả năng được công nhận trên thực tế. Đỉnh cao trong sách lược ngoại giao dưới thời Ioannes tại vùng Cận Đông vào năm 1137 là khi ông tiếp nhận sự thần phục của Thân vương quốc Antiochia, Bá quốc Edessa và Bá quốc Tripoli. Lòng ham muốn nắm giữ bá quyền ở một mức độ lên tất cả các tiểu quốc Thập tự quân của Đông La Mã đã được thực hiện nghiêm chỉnh, bằng chứng là sự hoảng hốt của Vương quốc Jerusalem khi Ioannes báo cho Vua Fulk biết về kế hoạch sửa soạn cho một cuộc hành hương có vũ trang đến Thánh Địa (1142).

## Vấn đề tôn giáo

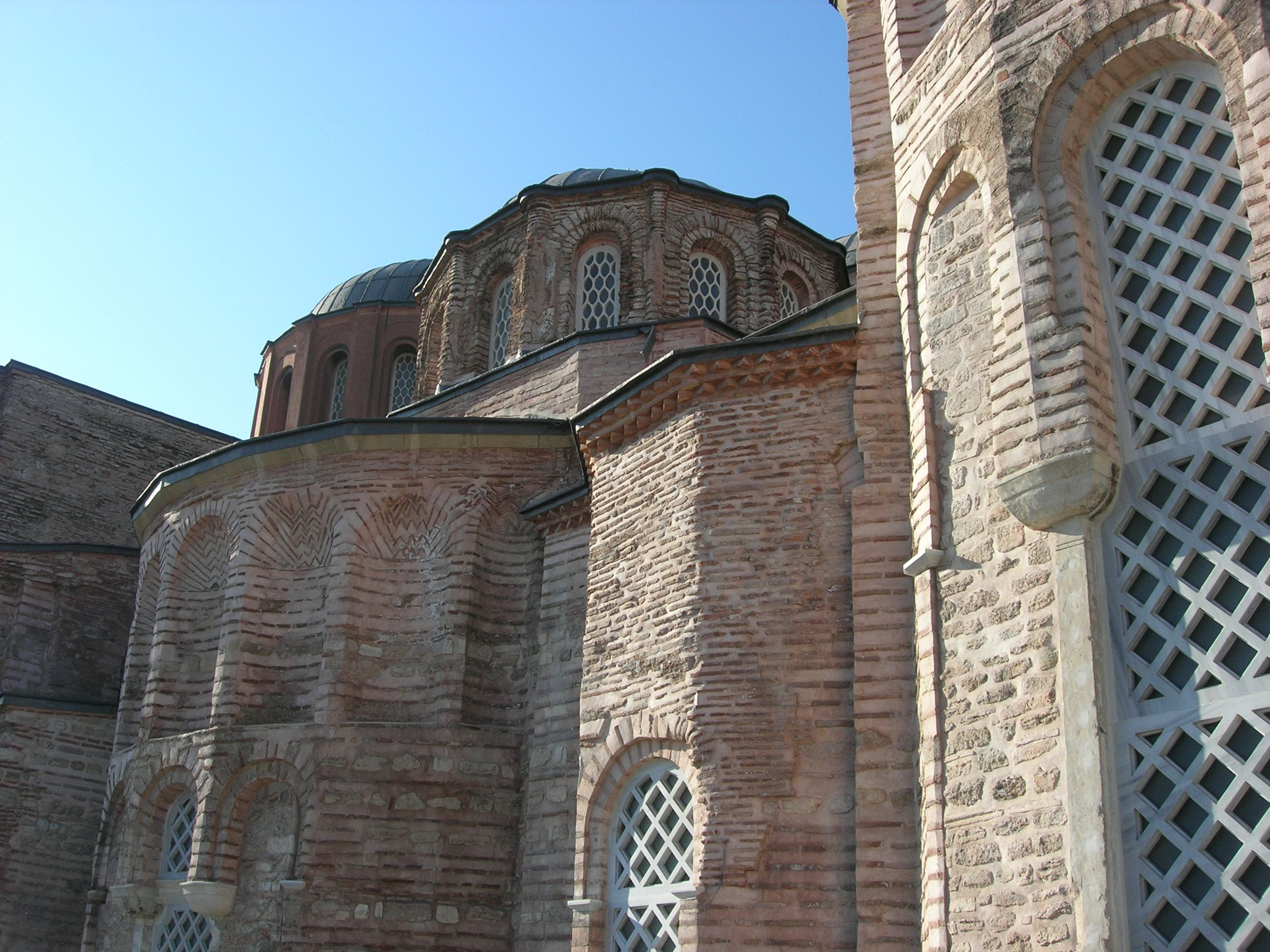
Nhà thờ Kitô giáo Pantokrator cũ của Đế quốc Đông La Mã, ngày nay là Thánh đường Hồi giáo Zeyrek, Istanbul

Thời kỳ trị vì của Ioannes II luôn bị các cuộc chinh chiến liên miên choán hết tâm trí, không như phụ hoàng rất thích thú dự phần vào các cuộc tranh luận thần học và các học thuyết, Ioannes xem ra có vẻ mãn nguyện khi giao lại các vấn đề tôn giáo cho Thượng phụ và giới chức tăng lữ lo liệu. Chỉ khi tôn giáo đụng chạm trực tiếp đến chính sách cai trị của triều đình, như trong mối quan hệ với Tòa thánh La Mã và sự hợp nhất có thể xảy ra giữa giáo hội Hy Lạp và La Tinh, thì Ioannes mới tích cực can thiệp phần nào. Ông còn đứng ra tổ chức vô số lần tranh luận giữa các nhà thần học Hy Lạp và La Tinh.
Ioannes cùng chia sẻ với vợ mình các hoạt động từ thiện và lễ bái, được dân chúng biết tiếng từ việc xây cất Thánh đường được thực hiện trên một quy mô đáng kể, bao gồm công việc xây dựng Tu viện Kitô giáo Pantokrator (Thánh đường Hồi giáo Zeyrek) tại Constantinopolis. Tu viện này, với ba nhà thờ của nó, từng được mô tả là một trong những công trình kiến trúc quan trọng nhất và có ảnh hưởng nhất thành Constantinopolis của Đông La Mã thời Trung cổ. Kèm theo tu viện là một nhà tế bần trên 5 khu phố, mở cửa dành cho mọi người thuộc đủ các tầng lớp xã hội khác nhau. Nhà tế bần này nằm dưới sự điều hành các y sĩ thế tục được đào tạo thay vì giao cho giới tu sĩ. Tu viện còn được dùng làm lăng mộ cho nhà Komnenos.
Vụ đàn áp rất tích cực các tín đồ theo dị giáo Paulicia và Bogomil là nét chính trong những năm cuối đời Alexios I.  Không có tài liệu nào dưới thời Ioannes đề cập đến vụ đàn áp này, mặc dù những biện pháp đối phó với dị giáo của Giáo hội Đông La Mã vẫn còn có hiệu lực. Một hội nghị tôn giáo thường trực ở Constantinopolis đã tiến hành điều tra các tác phẩm của một tu sĩ quá cố tên là Konstantinos Chrysomallos từng một thời được lưu hành khắp các tu viện nhất định. Thượng phụ Constantinopolis là Leon Styppes đã ra lệnh thiêu hủy những tác phẩm này vào tháng 5 năm 1140, dựa trên cơ sở giúp chúng kết hợp các yếu tố tín ngưỡng và tập tục của giáo lý Bogomil. Một trong số ít thành viên của hoàng tộc được Ioannes cất nhắc vào vị trí quan trọng chính là người em họ Adrianos Komnenos (con người anh của Ioannes là sebastokrator Isaakios). Adrianos đã trở thành một tu sĩ và tháp tùng hoàng đế trong cuộc chinh phạt năm 1138. Ngay sau đó Adrianos được bổ nhiệm làm Tổng giám mục Tổng giáo phận Bulgaria. Bulgaria là một là autocephalus (giáo phận không thuộc phạm vi quản lý của tổng giám mục) nhận thấy cần phải có một người đàn đầy uy tín đứng ra làm Tổng giám mục xứ này.

## Chiến công
Mặc dù hoàng đế đã trải qua một số trận đánh dàn quân đáng chú ý, chiến lược quân sự của Ioannes II lại dựa vào việc đánh chiếm và giữ chặt các khu định cư với tường thành bao quanh để xây dựng vùng biên cương dễ phòng thủ. Đích thân Ioannes đã tiến hành khoảng hai mươi lăm lần vây thành trong suốt triều đại của mình.

### Xung đột với thị quốc Venezia

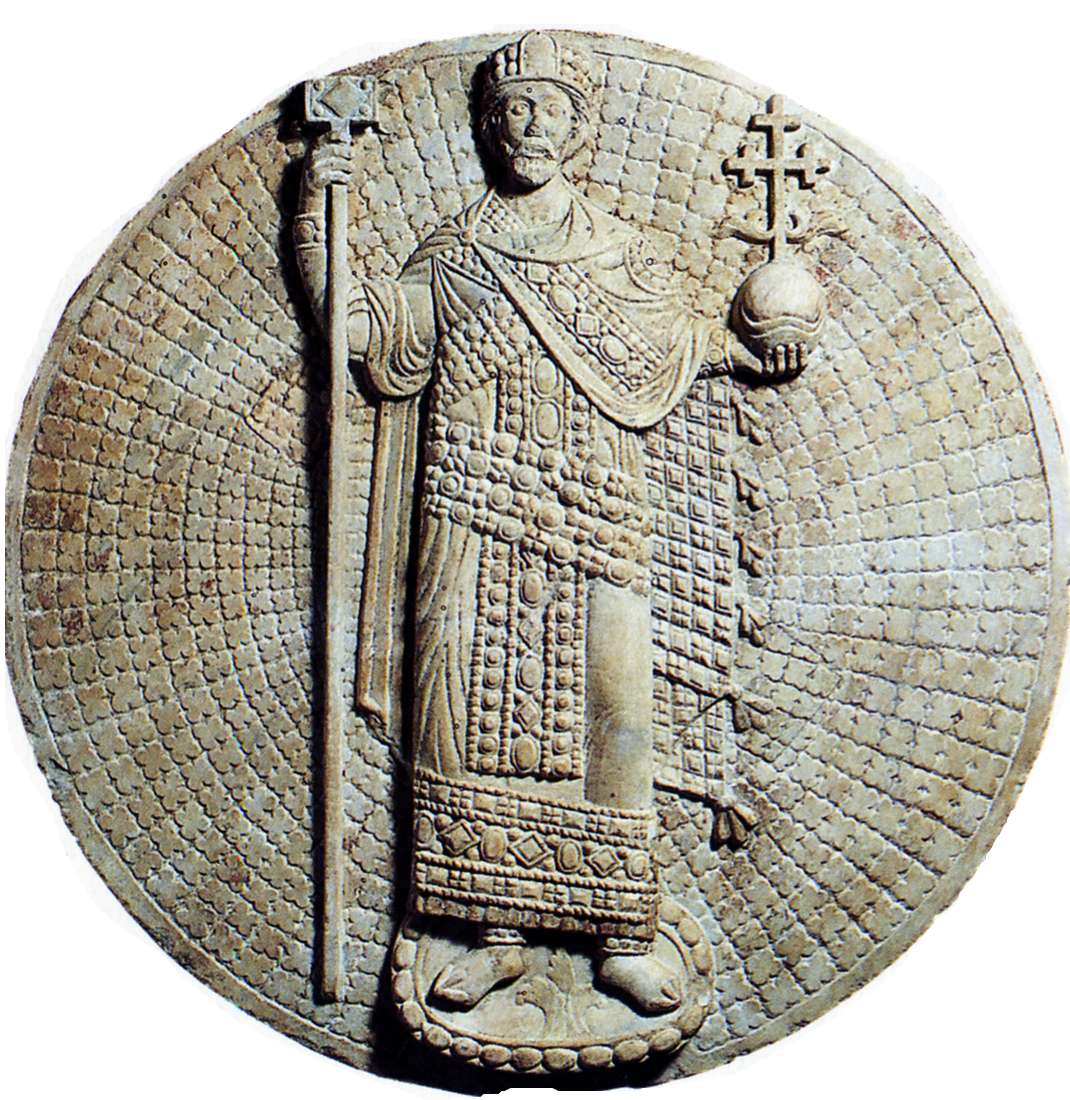
Ioannes II trong bộ triều phục, bức phù điêu Đông La Mã bằng đá cẩm thạch, đầu thế kỷ 12.

Sau khi lên nối ngôi, Ioannes II đã từ chối xác nhận hiệp ước năm 1082 của phụ hoàng với Cộng hòa Venezia, cho phép thị quốc Ý này được độc quyền buôn bán trong khắp Đế quốc Đông La Mã. Thế nhưng sự thay đổi trong chính sách đã không được thúc đẩy bởi những quan ngại về tài chính. Một biến cố liên quan đến sự lạm quyền của một thành viên thuộc hoàng tộc của Venezia đã dẫn tới một cuộc xung đột nguy hiểm, đặc biệt là khi Byzantium ngày càng phụ thuộc vào thực lực hải quân của Venezia. Sau một cuộc tấn công trả đũa người Đông La Mã sống trên đảo Kerkyra, hoàng đế nổi giận ra lệnh trục xuất giới thương nhân Venezia ra khỏi kinh thành Constantinopolis. Nhưng việc này chỉ khiến hai bên nảy sinh thêm mối hận thù, và Venezia bèn điều một hạm đội 72 tàu chiến tới cướp phá tan tành các đảo Rhodes, Chios, Samos, Lesbos, Andros và chiếm đóng Kefalonia trên vùng biển Ionia. Sau cùng Ioannes buộc phải đi đến ký hòa ước; chiến tranh làm tiêu tốn của ông nhiều hơn là giá trị nó mang lại, và ông không kịp chuẩn bị chuyển nguồn ngân quỹ từ lực lượng bộ binh của triều đình sang cho hải quân để xây dựng đoàn tàu chiến mới toanh. Ioannes đành phải tái khẳng định hiệp ước năm 1082. Dù vậy, sự lúng túng này không hẳn rơi vào quên lãng, dường như có khả năng là nó đóng một phần trong việc truyền cảm hứng cho người kế vị của Ioannes (Manouel I Komnenos) tái lập một hạm đội hải quân Đông La Mã hùng mạnh một vài năm sau đó.

### Bình định người Pecheneg
Trong các năm 1119–1121 Ioannes đã đánh tan quân Thổ Seljuq, thiết lập quyền kiểm soát của mình qua phía tây nam Anatolia. Tuy nhiên,  ngay sau đó, vào năm 1122, Ioannes mau chóng di chuyển quân mình sang châu Âu để chống chọi một cuộc xâm lược của người Pecheneg qua biên giới Danube tiến vào vùng Paristrion. Những kẻ xâm lược này từng là đạo quân phụ trợ của Vương công Kiev. Ioannes bèn thiết lập vòng vây quân Pecheneg ngay khi họ vừa tràn vào xứ Thracia, dùng kế nói dối để họ tưởng bở hoàng đế sẽ ban cho họ một hiệp ước thuận lợi, rồi thừa lúc quân Pecheneg chểnh mảng việc canh phòng liền tung toàn bộ lực lượng tàn phá nơi đóng quân kiên cố của họ. Trận đánh tiếp theo giữa hai bên diễn ra ở Beroia khá quyết liệt, Ioannes bị quân địch bắn trúng tên vào chân, nhưng vào cuối ngày hôm đó quân đội Đông La Mã đã giành lấy phần thắng khi đập tan đại quân Pecheneg. Khoảng khắc quyết định trong trận chiến là khi Ioannes chỉ huy đội cấm quân Varangia, phần lớn toàn là người Anh, tấn công vào phòng tuyến gồm những toa xe tạo thành một loại pháo đài di động gọi là laager của quân Pecheneg, dùng rìu chiến đánh mở đường máu xông vào hàng ngũ của đối phương. Trận đánh này đã đặt dấu chấm hết cho nền độc lập của người Pecheneg; nhiều người bị bắt làm tù binh trong cuộc xung đột đã được phía Đông La Mã bố trí đưa tới vùng biên cương làm lính thú theo kiểu ngụ binh ư nông.

### Chinh phạt người Hungary và người Serb
Cuộc hôn nhân của Ioannes với công chúa Hungary Piroska làm cho ông bị dính vào một cuộc tranh đoạt vương quyền xảy ra tại Vương quốc Hungary. Mọi chuyện bắt đầu từ lúc hoàng đế cho phép Álmos, kẻ tranh ngôi vua Hungary bị chọc mù mắt tới ẩn náu chỗ mình, làm dấy lên sự nghi ngờ của người Hungary. Quân Hungary dưới sự thống lĩnh của Vua Stephen II, kéo vào xâm chiếm tỉnh Balkan của Byzantium vào năm 1127, khiến tình trạng thù địch kéo dài cho đến năm 1129; tuy vậy, theo một quyển biên niên sử khác kể lại rằng đợt tấn công của người Hungary và sự trả đũa của quan quân Đông La Mã xảy ra vào năm 1125 với việc cả hai tiếp tục tình trạng thù địch vào năm 1126. Ioannes quyết định thảo phạt người Serb, vì nhìn thấy rõ hiểm họa trong quan hệ đồng minh của họ với người Hungary, nhiều người trong số đó đã thâu tóm tài vật và vận chuyển đến Nicomedia ở Tiểu Á hòng xây dựng thành một cứ địa quân sự tại nơi đây. Hành động của hoàng đế một phần dùng để thị uy người Serb phải thần phục đế chế (Serbia về danh nghĩa vẫn là một nước chịu sự bảo hộ của Đông La Mã), và một phần là để củng cố biên giới Đông La Mã tại miền đông chống lại người Thổ. Người Serb đã buộc phải thừa nhận quyền bá chủ của Đông La Mã một lần nữa. Cuộc chinh phạt Serbia có thể đã diễn ra giữa hai giai đoạn riêng biệt trong cuộc chiến với Hungary. Người Hungary đã kéo quân tiến chiếm Belgrade, Nish và Sofia; Ioannes lúc này đang ở gần Philippopolis xứ Thracia, nhờ sự trợ giúp từ một hạm đội tàu chiến nhỏ đang hoạt động trên sông Danube đã phản công ngay lập tức.  Sau một chiến dịch đầy thử thách mà chi tiết vẫn còn mù mờ, hoàng đế tung lực lượng chủ chốt chặn đánh quân Hungary và đồng minh Serbia của họ ngay tại pháo đài Haram hay Chramon, nay thuộc Nova Palanka; nhiều binh lính Hungary đã thiệt mạng khi chạy qua một cây cầu bị gãy đổ lúc đang cố thoát khỏi đợt truy kích của quân Đông La Mã. Sau này người Hungary mới trả đũa bằng cách tấn công thành Braničevo, rồi lại được Ioannes tái thiết mau chóng. Ngoài những thành công về mặt quân sự của Đông La Mã, Choniates còn đề cập đến một số trận giao tranh ngắn, dẫn đến nền hòa bình được lập lại. Đông La Mã khẳng định chủ quyền các trọng trấn Braničevo, Belgrade và Zemun đều thuộc về họ và sau này còn thu hồi thêm cả Sirmium (gọi là Frangochorion theo Choniates), vốn thuộc về Hungary kể từ sau thập niên 1060. Chỉ khi kẻ tranh ngôi Hungary là Álmos mất vào năm 1129, mới chấm dứt nguồn gốc gây nên bất hòa giữa hai nước.

### Đánh đuổi người Thổ vùng Tiểu Á

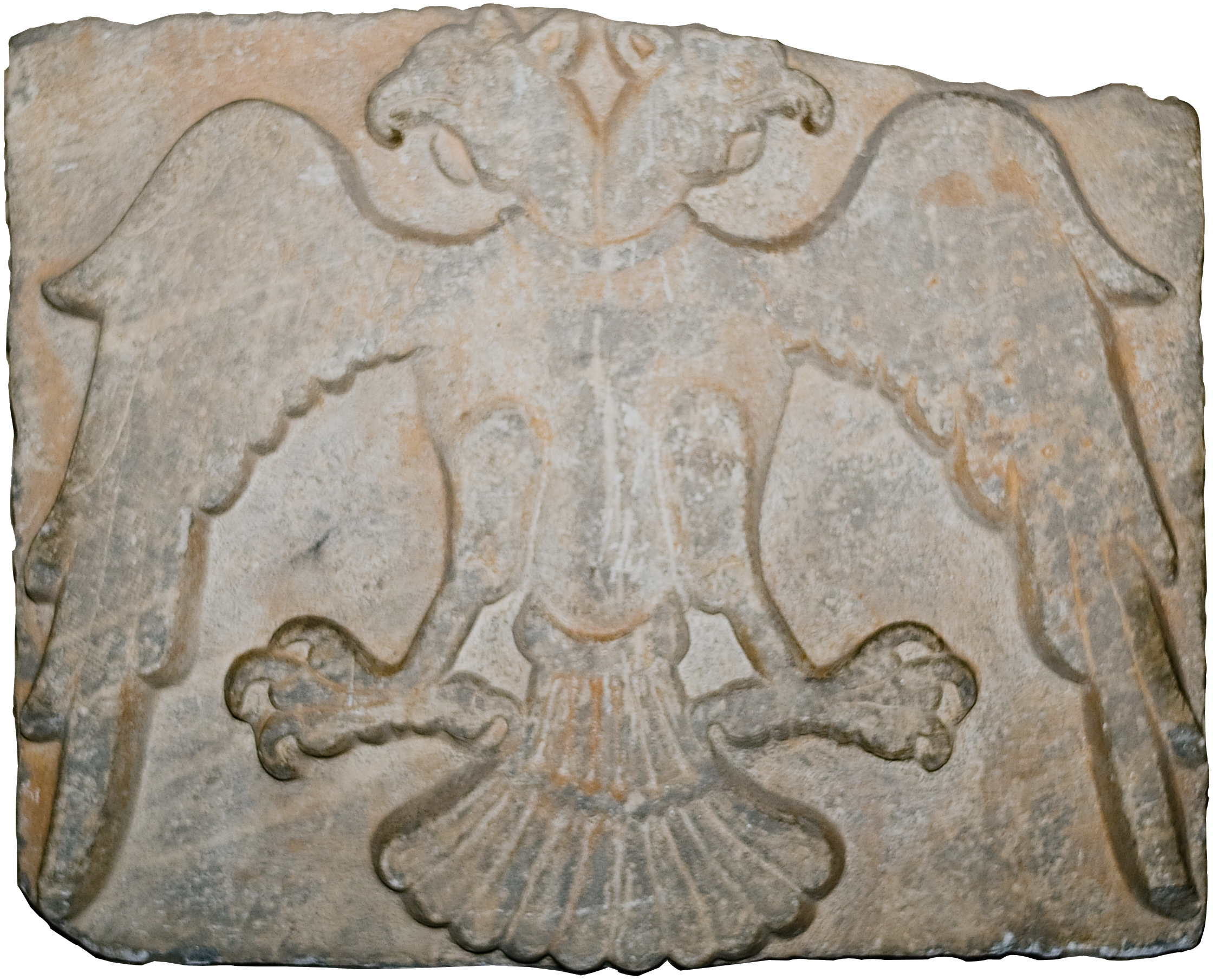
Một mãnh kiến trúc thời kỳ Seljuq có xuất xứ từ Konya, cho thấy Seljuq chiếm đoạt đại bàng hai đầu thường gắn liền với Byzantium. Bảo tàng Minare Ince, Konya. Bản tính tự nhiên của bức phù điêu trông nhìn giống Hy Lạp hơn là mang âm hưởng của tài nghệ Syria hoặc Iran.

Đầu năm trị vì của Ioannes người Thổ đã xâm phạm vùng biên cương của Đông La Mã ở miền tây Tiểu Á, và ông đã quyết định ngự giá thân chinh. Năm 1119, quân Seljuq đã cắt đứt tuyến đường bộ dẫn đến thành phố Attaleia nằm trên bờ biển phía nam Anatolia. Ioannes II và Binh mã Đại Nguyên soái Axouch đã tái chiếm được Laodicea và Sozopolis, nối lại tuyến đường liên lạc với Attaleia. Đoạn đường này đặc biệt quan trọng vì nó còn mở ra cửa ngõ thông tới Cilicia và các tiểu quốc Thập tự quân xứ Syria.
Sau khi kết thúc cuộc chiến đối đầu với Hungary, Ioannes mới có thể đủ sức tập trung vào Tiểu Á trong suốt những năm tháng còn lại của mình. Ông đã tiến hành một chiến dịch chống lại tiểu vương quốc Danishmendid ở Malatya trên thượng nguồn sông Euphrates từ năm 1130 đến năm 1135. Nhờ ý chí cương nghị mãnh liệt nơi sa trường của ông mà những nỗ lực bành trướng sang Tiểu Á của quân Thổ mới phải ngừng lại, và Ioannes đã chuẩn bị quyết một phen sống mái với kẻ thù. Nhằm khôi phục lại chủ quyền các vùng này trở về với triều đình, hoàng đế nhiều lần thân chinh đem quân đi chinh phạt người Thổ ở Tiểu Á, một trong số đó có cả chiến công lừng lẫy khi Đông La Mã chiếm lại được quê hương của dòng họ Komnenoi ở Kastamonu (Kastra Komnenon); rồi để lại 2.000 quân trấn giữ tại Gangra. Ioannes mau chóng trở nên nổi tiếng bất khả chiến bại trong một lần xông vào giành giật từng đồn lũy từ tay quân thù. Những vùng đất bị kẻ thù lấy mất khỏi tay đế quốc kể từ sau trận Manzikert thì nay được phục hồi và đồn trú. Tuy nhiên công cuộc kháng cự, chủ yếu từ người Danishmend vùng Đông Bắc, vẫn còn mạnh, và tính chất khó khăn trong việc tổ chức các cuộc chinh phục mới được soi sáng trước một thực tế rằng Kastamonu vẫn bị quân Thổ tái chiếm ngay cả khi Ioannes đang ở Constantinopolis ca khúc khải hoàn cho sự trở về của vùng này được đặt dưới quyền kiểm soát của Đông La Mã. Dù gì đi nữa thì Ioannes vẫn tỏ ra kiên trì và Kastamonu lại sớm đổi chủ một lần nữa.
Vào mùa xuân năm 1139, hoàng đế đã thành công trong công cuộc thảo phạt người Thổ, có lẽ thuộc giống dân du mục Turkoman, đã đột kích vào khu vực dọc theo sông Sangarios, với cách đánh trúng phương kế sinh nhai của tộc người này bằng cách xua đuổi đàn bò của họ đi chỗ khác. Sau đó ông hành quân lần cuối cùng chống lại người Thổ thuộc giống Danishmend, tiến binh dọc theo bờ biển phía nam Biển Đen qua vùng Bithynia và Paphlagonia. Chế độ ly khai khỏi Đông La Mã của Konstantinos Gabras tại Trebizond phải chấm dứt, và nguyên miền Chaldia được quay trở lại dưới quyền kiểm soát trực tiếp của triều đình. Ioannes chuyển sang công hãm thành phố Neocaesarea nhưng không thành công vào năm 1140. Đại quân Đông La Mã chịu thảm bại còn do tình trạng khí hậu thay đổi hơn là do người Thổ gây ra: thời tiết rất xấu, một số lượng lớn chiến mã gục chết hàng loạt, và sự tiếp tế đã trở nên khan hiếm dần.

### Viễn chinh xứ Cilicia và Syria

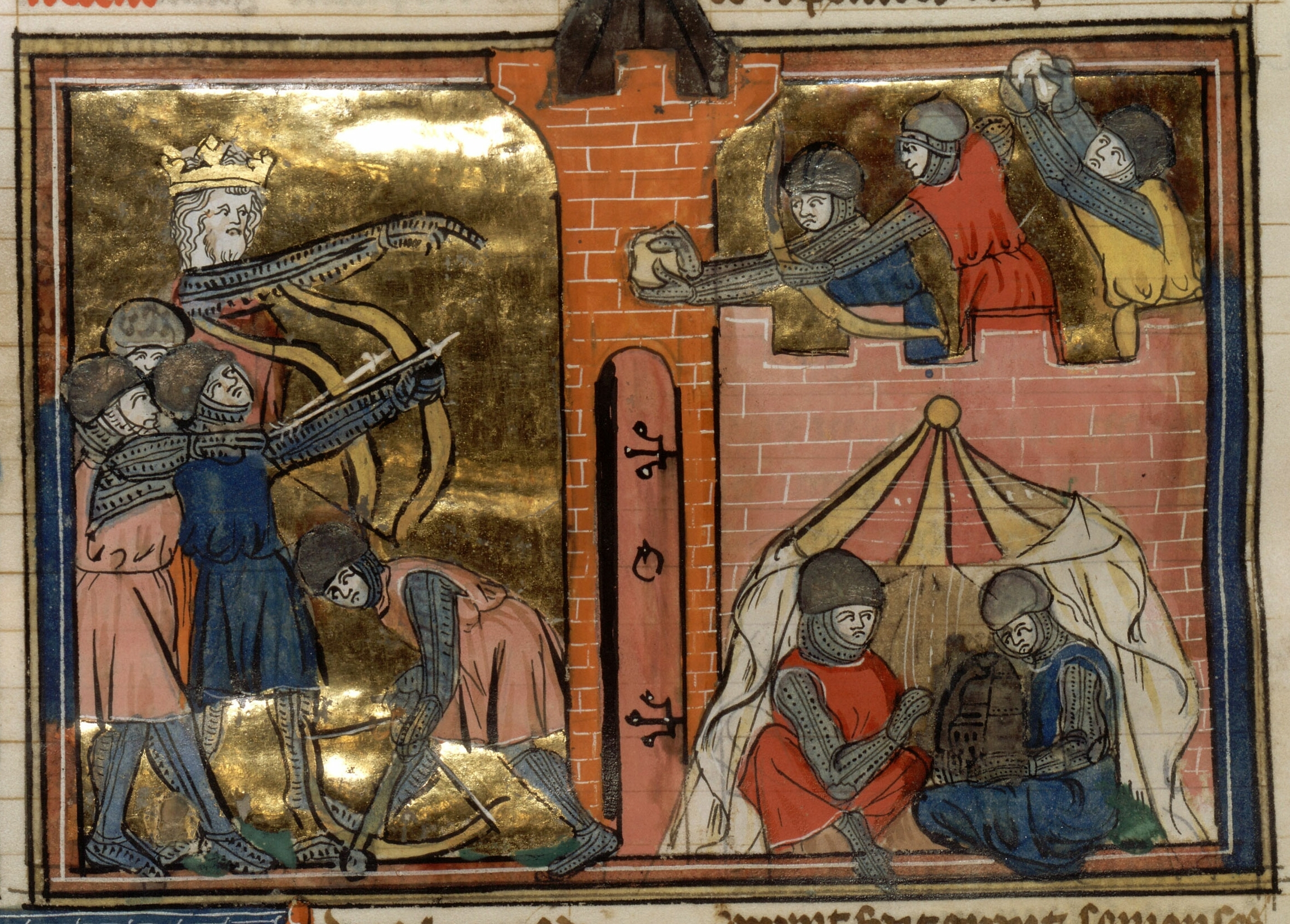
Ioannes II chỉ đạo cuộc vây hãm thành Shaizar trong khi các đồng minh của ông ngồi im lìm trong doanh trại của họ, bản thảo Pháp năm 1338

Tại miền Cận Đông, hoàng đế tìm đủ mọi cách tăng cường tuyên bố bá quyền của Đông La Mã đối với các tiểu quốc Thập tự quân và đòi chủ quyền Antioch thuộc về mình. Năm 1137 ông chiếm được các thành Tarsus, Adana và Mopsuestia từ Thân vương quốc Armenia Cilicia, và năm 1138 Vương công Levon I xứ Armenia và cả nhà ông đều bị đưa đi giam cầm tại Constantinopolis. Do đó đã mở ra tuyến đường dẫn đến Thân vương quốc Antiochia, nơi Raymond thành Poitiers, Vương công Antiochia, và Joscelin II, Bá tước Edessa, đều công nhận mình là chư hầu của hoàng đế vào năm 1137. Ngay cả Raymond II, Bá tước Tripoli, vội vàng về phía bắc để bày tỏ thái độ thần phục Ioannes, lặp đi lặp lại sự thần phục mà những người tiền nhiệm của họ đã bày tỏ với đấng tiên vương của Ioannes vào năm 1109. Sau một chiến dịch chung khi Ioannes cầm đầu liên quân Byzantium, Antiochia và Edessa tiến đánh người Hồi giáo Syria. Aleppo đã chứng tỏ là một tòa thành dễ thủ khó công, nhưng các pháo đài Balat, Biza'a, Athereb, Maarat al-Numan và Kafartab đều bị liên quân đánh chiếm dễ dàng.
Dù Ioannes có xông pha tên đạn và chiến đấu tận lực vì nguyên nhân Kitô giáo trong cuộc chinh phạt ở Syria, các đồng minh vô tích sự bao gồm Raymond thành Antiochia và Bá tước Joscelin II thành Edessa chỉ biết ngồi quanh quẩn chơi xúc xắc thay vì ra sức giúp đỡ Ioannes công chiếm thành Shaizar. Các vị Vương công Thập tự quân nghi ngờ lẫn nhau và chẳng ai muốn kẻ khác giành được phần thắng trong cuộc chiến này. Raymond cũng muốn giữ chắc thành Antiochia, mà ông đã đồng ý giao lại cho Ioannes nếu chiến dịch tái chiếm thành công Aleppo, Shaizar, Homs và Hama. Các nguồn sử liệu Latinh và Hồi giáo đêu mô tả nghị lực và lòng dũng cảm của Ioannes khi đang tiếp tục cuộc vây hãm. Thành phố bị chiếm cứ, nhưng những đồn lũy xung quanh vẫn chống trả đến cùng. Tiểu vương Shaizar thấy tình hình không mấy khả quan bèn đưa ra đề nghị trả một khoản tiền bồi thường lớn, nguyện trở thành chư hầu của Ioannes và nộp cống hàng năm. Ioannes coi như mất hết niềm tin vào các đồng minh của mình, và một đạo quân Hồi giáo dưới sự chỉ huy của Zengi đang trên đường tới đây để cố giải vây thành phố, do vậy hoàng đế đành miễn cưỡng chấp nhận lời đề nghị này. hoàng đế còn bị phân tâm bởi một cuộc đột kích của người Seljuq vào vùng Cilicia và phát triển về hướng tây, nơi ông đang theo đuổi mối quan hệ đồng minh nồng ấm với Đế quốc La Mã Thần thánh nhằm chống lại họa ngoại xâm từ người Norman trên đảo Sicilia. Joscelin và Raymond đã mưu tính trì hoãn việc bàn giao tòa thành Antiochia theo như lời hứa cho hoàng đế, kích động dân chúng dấy loạn đánh đuổi Ioannes và cộng đồng dân bản xứ Hy Lạp. Không còn cách nào khác hoàng đế đành phải rời khỏi Syria mà chỉ thu được một phần nhỏ trong tham vọng của mình.

### Chiến dịch cuối cùng
Đầu năm 1142 Ioannes tiến hành thảo phạt người Seljuq xứ Iconium để đảm bảo đường dây liên lạc của ông qua ngõ Antalya. Trong chiến dịch này, trưởng nam và đồng hoàng đế Alexios qua đời vì một cơn sốt. Nhằm củng cố cho bằng được tuyến đường này, Ioannes đã bắt tay vào một cuộc viễn chinh mới tại Syria với quyết tâm làm sao để Antiochia nằm dưới quyền cai trị trực tiếp của đế quốc. Cuộc viễn chinh này bao gồm một chuyến hành hương dự định đến Jerusalem mà ông tính đưa quân vào. Vua Fulk thành Jerusalem, vì sợ rằng sự hiện diện của hoàng đế kèm theo lực lượng quân sự hùng hậu sẽ ép ông phải thực hiện một hành động thần phục và chính thức công nhận quyền bá chủ của Đông La Mã lên vương quốc của mình, đã cầu xin hoàng đế chỉ mang theo một đội hộ tống khiêm tốn. Fulk viện cớ rằng vương quốc cằn cỗi rộng lớn của ông khó lòng chu cấp nổi cho một đạo quân lớn mượn đường đi qua. Phản ứng thờ ơ này đã khiến Ioannes II quyết định hoãn cuộc hành hương này lại. Rồi mau chóng tiến công lên miền bắc Syria, buộc Joscelin II xứ Edessa phải nộp con tin, gồm cả con gái của mình, làm bằng chứng cho thái độ chân thành. Xong xuôi đâu đấy, hoàng đế mới kéo quân đến Antiochia đòi cả thành phố này và thành lũy bao quanh phải đầu hàng ngay lập tức. Raymond xứ Poitiers cố tình kéo dài thời gian, lấy lý do để chờ đại hội đồng Antiochia biểu quyết. Vì mùa màng tốt tươi nên Ioannes đã quyết định đưa quân vào trú đông ở Cilicia, cho dời lại cuộc tấn công Antiochia của ông vào năm sau.

## Qua đời và kế vị

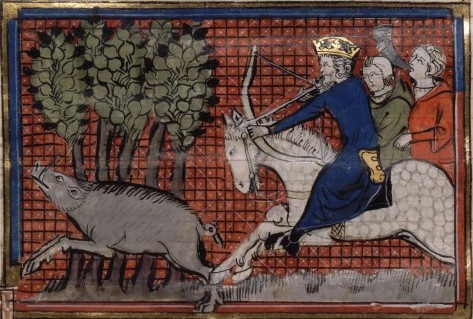
Tranh vẽ cảnh Ioannes II đi săn, bản thảo của Pháp thế kỷ 14

Sau khi chuẩn bị chiêu binh mãi mã cho một cuộc tấn công mới vào Antiochia, Ioannes đắm chìm trong thú vui săn lợn rừng trên núi Taurus ở Cilicia, chính tại đây vào ngày 8 tháng 4 năm 1143, ông vô tình bị cắt vào tay bởi mũi tên tẩm độc. Ban đầu Ioannes lờ đi vết thương và nó trở nên sưng tấy dữ dội. Ông qua đời một vài ngày sau vụ tai nạn, có thể là bị nhiễm trùng huyết. Có ý kiến cho là hoàng đế bị một thành phần trong các đơn vị quân đội gốc Latinh mưu sát vì họ không hài lòng với việc phải chiến đấu với đạo hữu của thành Antiochia, và muốn đưa người con thân phương Tây là Manouel lên nối ngôi. Tuy nhiên, có rất ít sự ủng hộ công khai cho giả thuyết này trong các nguồn sử liệu chính. Hành động cuối cùng của Ioannes với tư cách là hoàng đế đã chọn Manouel, đứa út trong số mấy người con trai còn sống sót của mình, là người kế vị. Ioannes được ghi nhận là đã dẫn chứng hai lý do chính cho việc lựa chọn Manouel hơn là ông anh cả Isaakios: tính nóng nảy của Isaakios, và lòng dũng cảm mà Manouel đã thể hiện qua chiến dịch tại Neocaesareia. Một giả thuyết khác cho biết rằng lý do cho sự lựa chọn này là lời tiên tri AIMA, tiên đoán rằng người kế vị của Ioannes nên là ai đó có tên bắt đầu bằng một chữ "M". Đúng ra, bạn thân của Ioannes là Ioannes Axouch, theo sử sách ghi chép đã cố sức thuyết phục vị hoàng đế sắp lâm chung rằng Isaakios mới là ứng cử viên tốt hơn dành cho ngai vàng, góp phần đảm bảo rằng chính việc lên nắm quyền của Manouel sẽ giúp tránh được bất kỳ sự phản đối công khai nào.

## Di sản của Ioannes II
Nhà sử học John Birkenmeier cho rằng triều đại của Ioannes được xem là thành công nhất dưới thời Komnenos. Trong cuốn Sự phát triển của quân đội Komnenos giai đoạn 1081–1180, ông nhấn mạnh đến sự khôn ngoan trong phương pháp tiếp cận chiến tranh của Ioannes, vốn tập trung vào việc vây hãm thành trì hơn là lao vào những trận đánh dàn thành đội hình chỉnh tề. Birkenmeier lập luận rằng chiến lược phát động các chiến dịch hàng năm với mục tiêu thực tế bị hạn chế của Ioannes trông hợp lý hơn so là cái được Manouel I kế tục. Theo quan điểm này, các chiến dịch của Ioannes làm lợi cho Đế quốc Đông La Mã là vì họ đã bảo vệ được khu trung tâm của đế chế, do thiếu tuyến biên giới đáng tin cậy, trong khi dần dần mở mang bờ cõi ở Tiểu Á. Người Thổ bị rơi vào thế phòng thủ, trong khi Ioannes vẫn duy trì tình trạng ngoại giao của ông tương đối đơn giản bằng cách liên kết với Hoàng đế La Mã Thần thánh chống lại người Norman sống trên đảo Sicilia.
Nhìn chung, rõ ràng là Ioannes II Komnenos đã để lại cả một đế chế cường thịnh hơn rất nhiều lần. Cho tới khi qua đời cả những vùng lãnh thổ trọng yếu cũng được giành lại, và các mục tiêu của việc thu hồi quyền kiểm soát khu trung tâm Anatolia và tái lập phòng tuyến trên sông Euphrates dường như đều có thể đạt được. Tuy nhiên, người Hy Lạp sống trong nội địa Anatolia ngày càng trở nên quen dần dưới ách thống trị của người Thổ và cho rằng Byzantium khó mà sánh bằng. Ngoài ra, mặc dù Đông La Mã tương đối dễ dàng đánh đổi lấy sự thần phục và thân phận chư hầu từ người Thổ vùng Anatolia, người Serb và các tiểu quốc Thập tự quân vùng Cận Đông, việc chuyển đổi các mối quan hệ thành lợi ích cụ thể cho sự an toàn của đế quốc đã chứng minh khó mà tránh khỏi. Những vấn đề này đã được để lại cho người con trai tài năng và lanh lợi của ông là Manouel tìm cách giải quyết.

## Gia quyến

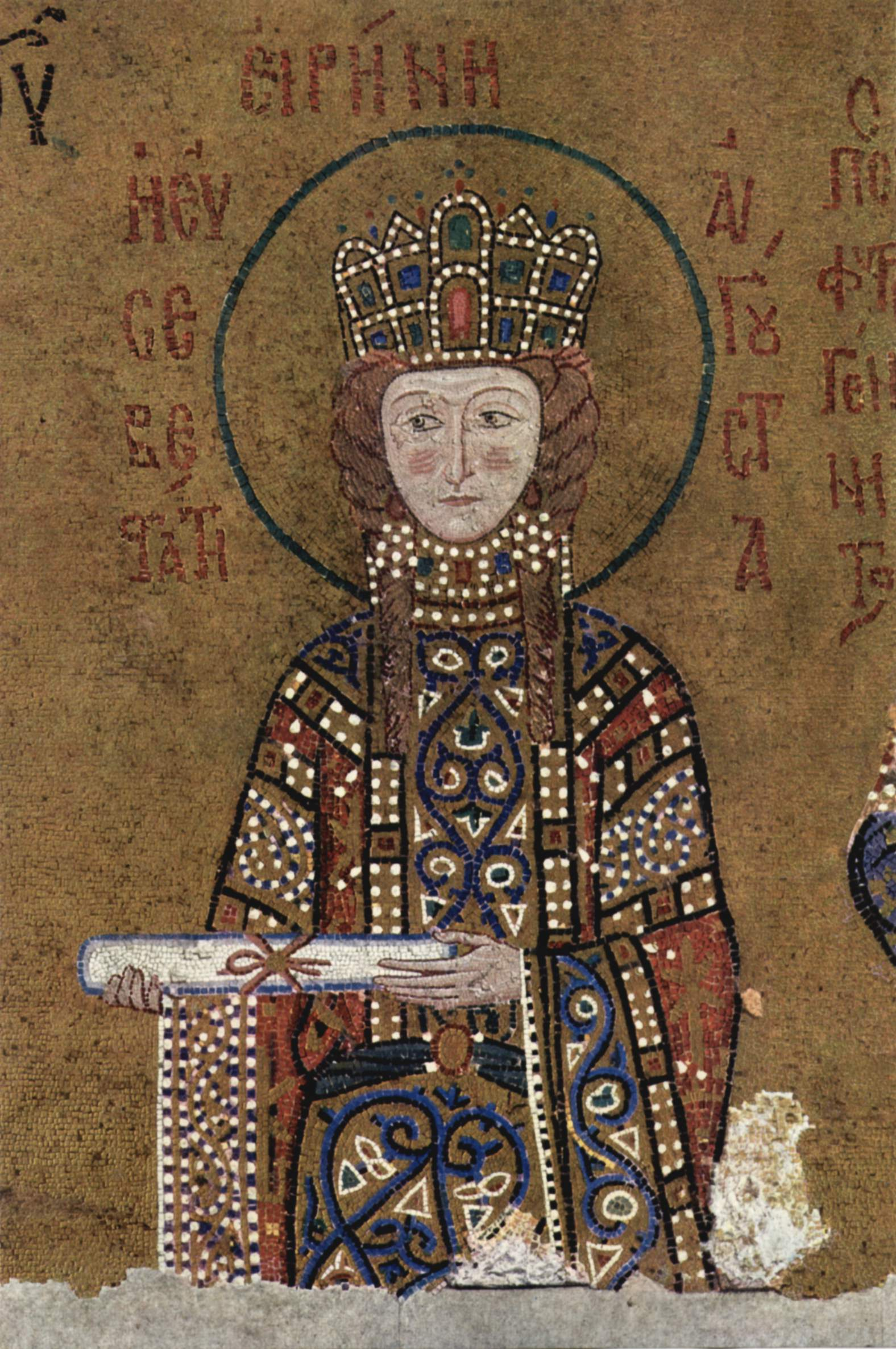
Hoàng hậu Eirene, từ tranh khảm thời Komnenos ở Hagia Sofia

Ioannes II Komnenos kết hôn với Công chúa Piroska xứ Hungary (đổi tên thành Eirene), con gái của Vua Ladislaus I xứ Hungary vào năm 1104; cuộc hôn nhân chỉ đơn thuần là sự đền bù cho việc để mất một số vùng lãnh thổ vào tay Vua Coloman xứ Hungary. Bà chỉ giữ vai trò nhỏ trong cung đình Đông La Mã, phần lớn dành thời gian vào việc sùng đạo và chăm sóc con cái. Eirene mất vào ngày 13 tháng 8 năm 1134 và về sau được phong là Thánh Eirene. Ioannes II có với Eirene 8 đứa con gồm:
1. Alexios Komnenos, đồng hoàng đế từ năm 1122 đến năm 1142
2. Maria Komnene (em song sinh với Alexios), kết hôn với John Roger Dalassenos
3. Andronikos Komnenos (mất 1142)
4. Anna Komnene, kết hôn với Stephen Kontostephanos
5. Isaac Komnenos (mất 1154)
6. Theodora Komnene, kết hôn với Manouel Anemas
7. Eudokia Komnene, kết hôn với Theodore Vatatzes
8. Manouel I Komnenos (mất 1180)

## Tổ tiên
| \| \| \| \| \| \| \| \| \| \| \| \| \| \| \| \| \| \| \| \| 16. Isaac, strategos xứ Thracia? \| \| \| \| \| \| \| \| \| \| \| \| \| \| \| \| \| \| \| \| \| \| \| \| \| \| \| \| \| \| \| \| \| \| \| \| \| \| \| \| \| \| \| \| \| \| \| \| \| \| \| \| \| \| 8. Manouel Erotikos Komnenos \| \| \| \| \| \| \| \| \| \| \| \| \| \| \| \| \| \| \| \| \| \| \| \| \| \| \| \| \| \| \| \| \| \| \| \| \| \| \| \| \| \| \| \| \| \| \| \| \| \| \| \| \| \| 4. Ioannes Komnenos (em của Isaakios I Komnenos) \| \| \| \| \| \| \| \| \| \| \| \| \| \| \| \| \| \| \| \| \| \| \| \| \| \| \| \| \| \| \| \| \| \| \| \| \| \| \| \| \| \| \| \| \| \| \| \| \| \| \| \| \| \| 2. Alexios I Komnenos \| \| \| \| \| \| \| \| \| \| \| \| \| \| \| \| \| \| \| \| \| \| \| \| \| \| \| \| \| \| \| \| \| \| \| \| \| \| \| \| \| \| \| \| \| \| \| \| \| \| \| \| \| \| 10. Alexios Charon \| \| \| \| \| \| \| \| \| \| \| \| \| \| \| \| \| \| \| \| \| \| \| \| \| \| \| \| \| \| \| \| \| \| \| \| \| \| \| \| \| \| \| \| \| \| \| \| \| \| \| \| \| \| 5. Anna Dalassena \| \| \| \| \| \| \| \| \| \| \| \| \| \| \| \| \| \| \| \| \| \| \| \| \| \| \| \| \| \| \| \| \| \| \| \| \| \| \| \| \| \| \| \| \| \| \| \| \| \| \| \| \| \| 11. Adriane Dalassene \| \| \| \| \| \| \| \| \| \| \| \| \| \| \| \| \| \| \| \| \| \| \| \| \| \| \| \| \| \| \| \| \| \| \| \| \| \| \| \| \| \| \| \| \| \| \| \| \| \| \| \| \| \| 1. Ioannes II Komnenos \| \| \| \| \| \| \| \| \| \| \| \| \| \| \| \| \| \| \| \| \| \| \| \| \| \| \| \| \| \| \| \| \| \| \| \| \| \| \| \| \| \| \| \| \| \| \| \| \| \| \| \| \| \| 24. Andronikos Doukas \| \| \| \| \| \| \| \| \| \| \| \| \| \| \| \| \| \| \| \| \| \| \| \| \| \| \| \| \| \| \| \| \| \| \| \| \| \| \| \| \| \| \| \| \| \| \| \| \| \| \| \| \| \| 12. Ioannes Doukas (em của Konstantinos X Doukas) \| \| \| \| \| \| \| \| \| \| \| \| \| \| \| \| \| \| \| \| \| \| \| \| \| \| \| \| \| \| \| \| \| \| \| \| \| \| \| \| \| \| \| \| \| \| \| \| \| \| \| \| \| \| 6. Andronikos Doukas \| \| \| \| \| \| \| \| \| \| \| \| \| \| \| \| \| \| \| \| \| \| \| \| \| \| \| \| \| \| \| \| \| \| \| \| \| \| \| \| \| \| \| \| \| \| \| \| \| \| \| \| \| \| 13. Irene Pegonitissa \| \| \| \| \| \| \| \| \| \| \| \| \| \| \| \| \| \| \| \| \| \| \| \| \| \| \| \| \| \| \| \| \| \| \| \| \| \| \| \| \| \| \| \| \| \| \| \| \| \| \| \| \| \| 3. Irene Doukaina \| \| \| \| \| \| \| \| \| \| \| \| \| \| \| \| \| \| \| \| \| \| \| \| \| \| \| \| \| \| \| \| \| \| \| \| \| \| \| \| \| \| \| \| \| \| \| \| \| \| \| \| \| \| 28. Ivan Vladislav xứ Bulgaria \| \| \| \| \| \| \| \| \| \| \| \| \| \| \| \| \| \| \| \| \| \| \| \| \| \| \| \| \| \| \| \| \| \| \| \| \| \| \| \| \| \| \| \| \| \| \| \| \| \| \| \| \| \| 14. Troian xứ Bulgaria \| \| \| \| \| \| \| \| \| \| \| \| \| \| \| \| \| \| \| \| \| \| \| \| \| \| \| \| \| \| \| \| \| \| \| \| \| \| \| \| \| \| \| \| \| \| \| \| \| \| \| \| \| \| 29. Maria \| \| \| \| \| \| \| \| \| \| \| \| \| \| \| \| \| \| \| \| \| \| \| \| \| \| \| \| \| \| \| \| \| \| \| \| \| \| \| \| \| \| \| \| \| \| \| \| \| \| \| \| \| \| 7. Maria xứ Bulgaria \| \| \| \| \| \| \| \| \| \| \| \| \| \| \| \| \| \| \| \| \| \| \| \| \| \| \| \| \| \| \| \| \| \| \| \| \| \| \| \| \| \| \| \| \| \| \| \| \| \| \| \| \| \| 15. Kontostephane Aballanta? \| \| \| \| \| \| \| \| \| \| \| \| \| \| \| \| \| \| \| \| \| \| \| \| \| \| \| \| \| \| \| \| \| \| \| \| \| \| \| \| \| \| \| \| \| \| \| \| \| \| \| \| |                                                   |  |  |  |  |  |  |  |  |  |  |  |  |  |  |  |
| |                                                   |  |  |  |  |  |  |  |  |  |  |  |  |  |  |  |
| | 16. Isaac, strategos xứ Thracia?                  |  |  |  |  |  |  |  |  |  |  |  |  |  |  |  |
| |                                                   |  |  |  |  |  |  |  |  |  |  |  |  |  |  |  |
| |                                                   |  |  |  |  |  |  |  |  |  |  |  |  |  |  |  |
| | 8. Manouel Erotikos Komnenos                      |  |  |  |  |  |  |  |  |  |  |  |  |  |  |  |
| |                                                   |  |  |  |  |  |  |  |  |  |  |  |  |  |  |  |
| |                                                   |  |  |  |  |  |  |  |  |  |  |  |  |  |  |  |
| | 4. Ioannes Komnenos (em của Isaakios I Komnenos)  |  |  |  |  |  |  |  |  |  |  |  |  |  |  |  |
| |                                                   |  |  |  |  |  |  |  |  |  |  |  |  |  |  |  |
| |                                                   |  |  |  |  |  |  |  |  |  |  |  |  |  |  |  |
| | 2. Alexios I Komnenos                             |  |  |  |  |  |  |  |  |  |  |  |  |  |  |  |
| |                                                   |  |  |  |  |  |  |  |  |  |  |  |  |  |  |  |
| |                                                   |  |  |  |  |  |  |  |  |  |  |  |  |  |  |  |
| | 10. Alexios Charon                                |  |  |  |  |  |  |  |  |  |  |  |  |  |  |  |
| |                                                   |  |  |  |  |  |  |  |  |  |  |  |  |  |  |  |
| |                                                   |  |  |  |  |  |  |  |  |  |  |  |  |  |  |  |
| | 5. Anna Dalassena                                 |  |  |  |  |  |  |  |  |  |  |  |  |  |  |  |
| |                                                   |  |  |  |  |  |  |  |  |  |  |  |  |  |  |  |
| |                                                   |  |  |  |  |  |  |  |  |  |  |  |  |  |  |  |
| | 11. Adriane Dalassene                             |  |  |  |  |  |  |  |  |  |  |  |  |  |  |  |
| |                                                   |  |  |  |  |  |  |  |  |  |  |  |  |  |  |  |
| |                                                   |  |  |  |  |  |  |  |  |  |  |  |  |  |  |  |
| | 1. Ioannes II Komnenos                            |  |  |  |  |  |  |  |  |  |  |  |  |  |  |  |
| |                                                   |  |  |  |  |  |  |  |  |  |  |  |  |  |  |  |
| |                                                   |  |  |  |  |  |  |  |  |  |  |  |  |  |  |  |
| | 24. Andronikos Doukas                             |  |  |  |  |  |  |  |  |  |  |  |  |  |  |  |
| |                                                   |  |  |  |  |  |  |  |  |  |  |  |  |  |  |  |
| |                                                   |  |  |  |  |  |  |  |  |  |  |  |  |  |  |  |
| | 12. Ioannes Doukas (em của Konstantinos X Doukas) |  |  |  |  |  |  |  |  |  |  |  |  |  |  |  |
| |                                                   |  |  |  |  |  |  |  |  |  |  |  |  |  |  |  |
| |                                                   |  |  |  |  |  |  |  |  |  |  |  |  |  |  |  |
| | 6. Andronikos Doukas                              |  |  |  |  |  |  |  |  |  |  |  |  |  |  |  |
| |                                                   |  |  |  |  |  |  |  |  |  |  |  |  |  |  |  |
| |                                                   |  |  |  |  |  |  |  |  |  |  |  |  |  |  |  |
| | 13. Irene Pegonitissa                             |  |  |  |  |  |  |  |  |  |  |  |  |  |  |  |
| |                                                   |  |  |  |  |  |  |  |  |  |  |  |  |  |  |  |
| |                                                   |  |  |  |  |  |  |  |  |  |  |  |  |  |  |  |
| | 3. Irene Doukaina                                 |  |  |  |  |  |  |  |  |  |  |  |  |  |  |  |
| |                                                   |  |  |  |  |  |  |  |  |  |  |  |  |  |  |  |
| |                                                   |  |  |  |  |  |  |  |  |  |  |  |  |  |  |  |
| | 28. Ivan Vladislav xứ Bulgaria                    |  |  |  |  |  |  |  |  |  |  |  |  |  |  |  |
| |                                                   |  |  |  |  |  |  |  |  |  |  |  |  |  |  |  |
| |                                                   |  |  |  |  |  |  |  |  |  |  |  |  |  |  |  |
| | 14. Troian xứ Bulgaria                            |  |  |  |  |  |  |  |  |  |  |  |  |  |  |  |
| |                                                   |  |  |  |  |  |  |  |  |  |  |  |  |  |  |  |
| |                                                   |  |  |  |  |  |  |  |  |  |  |  |  |  |  |  |
| | 29. Maria                                         |  |  |  |  |  |  |  |  |  |  |  |  |  |  |  |
| |                                                   |  |  |  |  |  |  |  |  |  |  |  |  |  |  |  |
| |                                                   |  |  |  |  |  |  |  |  |  |  |  |  |  |  |  |
| | 7. Maria xứ Bulgaria                              |  |  |  |  |  |  |  |  |  |  |  |  |  |  |  |
| |                                                   |  |  |  |  |  |  |  |  |  |  |  |  |  |  |  |
| |                                                   |  |  |  |  |  |  |  |  |  |  |  |  |  |  |  |
| | 15. Kontostephane Aballanta?                      |  |  |  |  |  |  |  |  |  |  |  |  |  |  |  |
| |                                                   |  |  |  |  |  |  |  |  |  |  |  |  |  |  |  |
| |                                                   |  |  |  |  |  |  |  |  |  |  |  |  |  |  |  |